# Michal Altrichter
Michal Altrichter SJ (* 19. Juni 1965 in Čeladná) ist ein tschechischer Jesuit, Religionswissenschaftler und Priester.

## Leben
Nach dem Abitur in Nový Jičín 1989 und dem Studium an der theologischen Fakultät CMBF in Litoměřice (1984 bis 1989), trat er 1985 den Jesuiten bei. Von 1990 bis 1993 war Altrichter einer der Hörer philosophischer Vorträge des Emerich Coreth am internen Studiumsprogramm an der Universität Innsbruck. 1993 schrieb er seine Doktorarbeit Francisco Suárez mit Rücksicht auf dem böhmischen Raum und dozierte anschließend historische Philosophie an der Theologischen Fakultät der Palacký-Universität Olmütz. Gleichzeitig wirkte er als Kaplan der Hochschuljugend. 1996 studierte er weiter Theologie in München, Berlin und Karlsruhe, 1997 nahm er an einem Studienaustausch mit Italien teil. Sein Studium setzte er 1998 und 1989 im internen Studiumsprogramm an der Päpstlichen Universität Gregoriana in Rom fort und wurde dort mit der Arbeit La religiosità di Leoš Janáček in Theologie promoviert. Seit 1999 arbeitet Altrichter als Fachassistent am pastoralen und spiritistischen Lehrstuhl in . Sein Fachgebiet ist theologische Anthropologie und Spiritualismus.

## Wirken
Altrichter arbeitet im Olmützer Centru Aletti. Er ist Superior der Olmützer Einheit und Pfarrer an der Kirche der Jungfrau Maria Sněžná in Olmütz. Das Fehlen von Studiumsunterlagen veranlasste Altrichter Werke zu übersetzen. In seinen Vorträgen lehnt er sich an Karl Rahner an, vor allem an sein Werk Hörer des Wortes. Neben seiner Lehre in Tschechien ist er oft als Gastdozent in Zürich, Padua, Mailand, Frankfurt am Main und in München tätig. Er war Mitglied des Redaktionsteams der Zeitschrift Omega, des Redaktionsrats einer theologischen Sammlung und Vorsitzender des Radaktionsrates beim Verlag Refugium, Senator der Palácký Akademischen Universität, Mitglied des Wissenschaftsrates, Mitglied des Fachrate für praktische Theologie und Mitglied der tschechischen Sektion der europäischen Gesellschaft katholischer Theologen und der Internationalen Assoziation Jesphil in München.

## Werke
Altrichter publizierte einige Studien, Artikel und Rezensionen in verschiedenen Sprachen. Daneben erschienen zahlreiche Übersetzungen. Er beschäftigt sich mit dem interdisziplinarischen Zugang im Bereich der Theologie und Musik.
als Autor
- La religiosità di Leoš Janáček nel contesto del Pensiero di Solovjov e Iljin. Excerpta ex Dissertatione ad Doctorandum. PUG, Roma 1999.
- „Duchovní“ a „duševní“. Příspěvek z pohledu teologie narativní. Refugium, Olomouc 2003, ISBN 80-86715-02-7.

als Übersetzer
- Otto Muck: Metaphysik . Innsbruck: UNI, 1992
- Gotteslehre . Innsbruck: UNI, 1992
- Hans Kraml : Erkenntnistheorie und Hermeneutik. Innsbruck: UNI, 1983
- Hans Kraml: Logische Propedeutik. Innsbruck: UNI, 1982
- KONGREGACE PRO KATOLICKOU VÝCHOVU. Náboženský rozměr výchovy v katolické škole. Praha: Sekretariát ČBK, 1994
- Wolfgang Beinert: Lexikon der katholischen Dogmatik. Verlag Herder, Freiburg/B. 1987, ISBN 3-451-21124-6.
- Wolfgang Beinert (Hrsg.): Handbuch der Marienkunde. Pustet, München 1990, ISBN 3-7917-1525-9.
- Ida Friederike Görres: Sohn der Erde. Der Mensch Pierre Teilhard de Chardin. 5. Aufl. J. Knecht Verlag, Freiburg/B. 1976, ISBN 3-7820-0222-9.
- Joseph Maréchal: Das Dynamische in der menschlichen ErkenntniSeiten. Bonn, 1939–1940
- Johann Baptist Lotz: Christliche Philosophie im katholischen Denken des 19. und 20. Jahrhunderts. Styria, Graz 1988.
- Pierre Teilhard de Chardin: Worte des GlaubenSeiten. Herder, Freiburg/Br. 1976.
- La parole attendue. In: Note pour servir a des temps nouveaux (Cahiers P. T. Chardin, Nr. 4).
- Raymundus Lullus: Ars amativa. München, 1995, Seiten 211–213
- Karl Rahner: Grundkurs des Glaubens. Herder, Freiburg/B. 1976, Seiten 221–226
- Hans-Jürgen Ruppert: Swedenborg a New Age. In: Od Sofie k New Age . Velehrad: Refugium, 2001, Seiten 97–100. ISBN 80-86045-68-4. (Übersetzung der Handschrift).

als Herausgeber
- Michelina Tenace: Úvod do myšlení V. Solovjova. Refugium, Olomouc 2000. ISBN 80-86045-55-2
- Karl Rahner: Rozjímání podle Exercicií sv. Ignáce. Refugium, Olomouc 2001. ISBN 80-86045-63-3
- Émile Riedeau: Myšlení Teilharda de Chardin. Refugium, Olomouc 2001. ISBN 80-86045-74-9
- Wladimir Sergejewitsch Solowjow: Krize západní filosofie. Refugium, Olomouc 2001. ISBN 80-86045-72-2
- Wladimir Sergejewitsch Solowjow: Filosofické základy komplexního vědění. Refugium, Olomouc 2002. ISBN 80-86045-73-0
- Božské Srdce – teologická reflexe. Refugium, Olomouc 2002, Seiten 172–182, ISBN 80-86045-86-2
- Studijní texty ze spirituální teologie I. Axiomy duchovního života.  Refugium, Olomouc 2003, ISBN 80-86045-98-6
- V. Solovjov Kritika abstraktních principů. Refugium, Velehrad 2003, ISBN 80-86715-03-5